# Vera Brnčić
Vera Brnčić (rojstni priimek Šermazanova), slovenska prevajalka in literarna zgodovinarka, * 2. julij 1913, Orel, Rusija, † 7. avgust 1977, Ljubljana.
Brnčićeva, poročena je bila z Ivom Brnčićem, je v slovenski jezik prevedla številna ruska književna dela. Rusko književnost je od leta 1960 je predavala na Filozofski fakulteti v Ljubljani, kjer je leto pred smrtjo (1976) tudi doktorirala.
1. 1 2  Nacionalna zbirka normativnih podatkov Češke republike